# La brigada de Sharky
La brigada de Sharky (títol original: Sharky's Machine) és una pel·lícula estatunidenca dirigida per Burt Reynolds, estrenada el 1981, basada en la novel·la Sharky's Machine de William Diehl. Ha estat doblada al català.

## Argument
Aquesta pel·lícula conta la història d'un policia d'estupefaents, "Sharky" (Burt Reynolds), traslladat a la brigada de mals costums de resultes d'un error. No li caldrà molt de temps per posar al descobert una xarxa de prostitució d'alt nivell.

## Producció
Reynolds va afirmar estar atret per la pel·lícula perquè era similar al clàssic de cinema negre de 1944 Laura, la seva pel·lícula favorita. Va parlar a John Boorman sobre la direcció, però acabava de fer Excalibur. Boorman va suggerir Reynolds per dirigir-la.
A 220 peus, l'escena d'acció de l'hotel Hyatt Regency d'Atlanta (com Westin Peachtree Plaza) és l'escena d'acció rodada a més alçada per una pel·lícula estrenada comercialment. El doblador era Dar Robinson. Malgrat ser una caiguda que va marcar un rècord, només el començament de l'escena, mentre passa per la finestra, va ser utilitzat en la pel·lícula.
Diehl, que tenia 50 anys quan va començar a escriure la novel·la, va veure la pel·lícula rodar-se en exteriors a i al voltant de la seva ciutat d'Atlanta, Georgia. El famós lluitador El Mongol va fer la part del conductor de la limusina en la pel·lícula. Els crèdits d'obertura utilitzen la cançó d'impacte "Stree Life" de The Crusaders amb el vocalista Randy Crawford. L'enregistrament de la pel·lícula és una versió més nova orquestrada per Doc Severinsen. Aquesta versió és molt més potent i més ràpida amb una orquestra, que la que Quentin Tarantino inclouria a Jackie Brown (1997). Estranyament (i potser per manca de temps), el minut i mig de l'inici de la cançó que s'havia de sentir sobre la majoria dels crèdits d'obertura va ser eliminat de la banda sonora.
L'àlbum de la banda sonora ha estat reeditat després de trenta anys amb l'etiqueta Varèse Sarabande.

## Repartiment
- Burt Reynolds: Sharky
- Charles Durning: Friscoe
- Vittorio Gassman: Victor
- Brian Keith: Papa
- Bernie Casey: Arch
- Rachel Ward: Dominoe
- Darryl Hickman: Smiley
- Earl Holliman: Hotchkins
- Henry Silva: Billy Score
- Richard Libertini: Nosh
- John Fiedler: Twigs
- Hari Rhodes: Highball
- Joseph Mascolo: JoJo
- Carol Locatell: Mabel